# Tomoxena dives
Tomoxena dives är en spindelart som beskrevs av Simon 1895. Tomoxena dives ingår i släktet Tomoxena och familjen klotspindlar. Inga underarter finns listade i Catalogue of Life.